# Аут Дистенс
Аут Дистенс (чеш. Mimo Vzdálenost) — чешская группа сопротивления во время Второй мировой войны, действовавшая на территории протектората Богемия и Моравия (часть оккупированной Чехословакии).

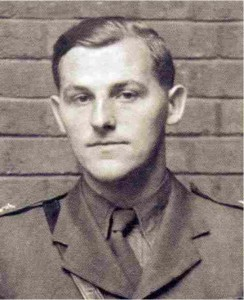
Адольф Опалка

## Операции
В 2 часа ночи 28 марта 1942 года группа десантировалась с британского самолёта «Галифакс». Их план включал саботаж на газовом заводе в Праге, обеспечение радиосвязи для других бойцов сопротивления и наведение бомбардировщиков на завод «Шкода» в Пльзене .

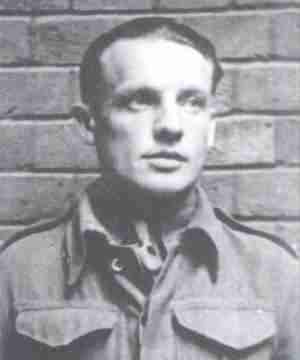
Карел Чурда

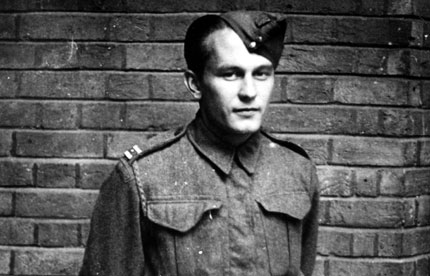
Иван Коларжик

Из-за навигационной ошибки парашютисты не приземлились там, где планировали (вместо этого они приземлились в Оржехове рядом с Телчем), потеряв значительное количество материала и преследуемые гестапо, члены группы решили разделиться и действовать самостоятельно. Один из членов группы, Иван Коларжик, покончил жизнь самоубийством 1 апреля 1942 года в тщетной попытке защитить членов своей семьи от репрессий после того, как был раскрыт.
Старший лейтенант Адольф Опалка и Карел Чурда отправились в Прагу и присоединились к операции «Антропоид», заключающейся в убийстве Рейнхарда Гейдриха. Операция прошла успешно, но Чурда пошёл на сотрудничество с гестапо и предоставил им информацию, которая привела к обнаружению укрывающихся сил сопротивления (пражский собор св. Кирилла и Мефодия). После ожесточенной битвы вокруг церкви, Опалка и другие бойцы были убиты в бою или покончили жизнь самоубийством, но не были пойманы.
После войны Чурда был схвачен, осуждён и повешен за государственную измену в тюрьме Панкрац 29 апреля 1947 года.